# アンティ・イコーネン
アンティ・イコーネン(Antti Ikonen 1968年 - )はフィンランド生まれのキーボーディスト。

## 経歴
フィンランドのヘヴィメタルバンドであるストラトヴァリウスの初期メンバーであり、1986年から1995年まで在籍していた。1995年のアルバム『フォース・ディメンション』収録後にドラムスのトゥオモ・ラッシーラと共に音楽性の違いや人間関係を理由に脱退（正式には解雇）している。その後トゥオモ・ラッシーラと共にCartes Art Machineというプロジェクトを行っていたこともある。
現在はフィンランドで時折ソロプロジェクトでキーボードをプレイする傍ら、作曲家、サウンドデザイナー、レコーディング・エンジニア、音楽技術スタッフ、音楽講師として活動している。

## ディスコグラフィ
Stratovarius
- フライト・ナイト - 1989年
- トワイライト・タイム - 1992年
- ドリームスペース - 1993年
- フォース・ディメンション - 1994年

Timo Tollki
- Classical Variations and Themes - 1994年